# Шкода, Юрий
Юрий Шкода (эст. Jüri Škoda; 24 апреля 1969, Тарту) — советский и эстонский футболист, нападающий.

## Биография
В 1982 году стал победителем эстонского республиканского детско-юношеского турнира «Кожаный мяч» в составе команды «Сангар» (Тарту), тренер — Аво Якович. Во взрослом футболе дебютировал в 1986 году в составе клуба «Спорт» (Таллин), сыграв три матча во второй лиге СССР, затем несколько лет не выступал в соревнованиях высокого уровня. В 1990 году вернулся в «Спорт», игравший в том сезоне в чемпионате Прибалтики.
После распада СССР выступал за клуб «ЭСДАГ» (Тарту), стал лучшим бомбардиром клуба в коротком весеннем сезоне чемпионата Эстонии в 1992 году, забив 6 голов. Затем несколько лет играл в низших лигах Финляндии за «Миккелин Киссат» и «Рийхимякин ПС». В сезоне 1993/94 ненадолго возвращался в ЭСДАГ. В сезоне 1996/97 числился в клубе «Нарва-Транс», но ни разу не вышел на поле. В конце карьеры играл в низших лигах Эстонии за клубы Тарту.
Всего в высшем дивизионе Эстонии сыграл 13 матчей и забил 9 голов.
Окончил факультет физической культуры Тартуского университета (1992).